# Teen Choice Awards 2011
La 13ª edizione dei Teen Choice Awards si è tenuta il 7 agosto 2011 nel Gibson Amphitheatre di Los Angeles, California.
Kaley Cuoco ne è stata la presentatrice.

## Vincitori

### Cinema
- Miglior film d'azione: Fast Five
- Miglior attore di film d'azione: Johnny Depp (The Tourist)
- Miglior attrice di film d'azione: Angelina Jolie (The Tourist)
- Miglior attrice di film commedia: Cameron Diaz (Bad Teacher - Una cattiva maestra)
- Miglior attore di film drammatico: Robert Pattinson (Come l'acqua per gli elefanti)
- Miglior attore di una commedia romantica: Ashton Kutcher (Amici, amanti e...)
- Miglior attrice di una commedia romantica: Emma Stone (Easy Girl)
- Miglior film fantasy: Harry Potter e i Doni della Morte - Parte 1
- Miglior attore di film fantasy: Taylor Lautner (The Twilight Saga: Eclipse)
- Miglior attrice di film fantasy: Emma Watson (Harry Potter e i Doni della Morte - Parte 1)
- Miglior cattivo: Tom Felton (Harry Potter e i Doni della Morte - Parte 1)
- Miglior scene stealer maschile: Kellan Lutz (The Twilight Saga: Eclipse)
- Miglior scene stealer femminile: Ashley Greene (The Twilight Saga: Eclipse)
- Miglior bacio: Emma Watson e Daniel Radcliffe (Harry Potter e i Doni della Morte - Parte 1)

### Televisione
- Miglior serie televisiva drammatica: Gossip Girl
- Miglior attore televisivo drammatico: Chace Crawford (Gossip Girl)
- Miglior attrice televisiva drammatica: Blake Lively (Gossip Girl)
- Miglior serie televisiva fantasy: The Vampire Diaries
- Miglior attore televisivo fantasy: Ian Somerhalder (The Vampire Diaries)
- Miglior attrice televisiva fantasy: Nina Dobrev (The Vampire Diaries)
- Miglior serie televisiva commedia: Glee
- Miglior attore televisivo commedia: Cory Monteith (Glee)
- Miglior attrice televisiva commedia: Selena Gomez (I maghi di Waverly)
- Miglior reality: Jersey Shore
- Miglior star di reality maschile: Paul "Pauly D" DelVecchio (Jersey Shore)
- Miglior cattivo televisivo: Justin Bieber (CSI - Scena del crimine)
- Miglior scene stealer televisivo femminile: Katerina Graham (The Vampire Diaries)
- Miglior scene stealer televisivo maschile: Michael Trevino (The Vampire Diaries)

### Musica
- Miglior artista maschile: Justin Bieber
- Miglior artista femminile: Taylor Swift
- Miglior gruppo: Selena Gomez & The Scene
- Miglior singolo: Who Says - Selena Gomez & The Scene
- Miglior gruppo rock: Paramore
- Miglior brano rock: Monster - Paramore
- Miglior artista country maschile: Keith Urban
- Miglior artista country femminile: Taylor Swift
- Miglior brano country: Mean - Taylor Swift
- Miglior artista R&B/hip-hop: Eminem
- Miglior brano R&B/hip-hop: Run the World (Girls) - Beyoncé
- Miglior canzone d'amore: Love You Like a Love Song - Selena Gomez
- Miglior brano vendicativo: Back to December - Taylor Swift

### Sport e altro
- Miglior atleta uomo: Shaun White
- Scelta finale: Taylor Swift
- Comico: Ellen DeGeneres
- Vampiro: Robert Pattinson
- Star del web: Rebecca Black
- Attivista: Demi Lovato

### Estate
- Miglior film: Harry Potter e i Doni della Morte - Parte 1
- Miglior attrice: Emma Watson (Harry Potter e i Doni della Morte - Parte 1)
- Miglior attore: Daniel Radcliffe (Harry Potter e i Doni della Morte - Parte 1)
- Miglior serie televisiva: Pretty Little Liars
- Miglior cantante maschile: Bruno Mars
- Miglior cantante femminile: Katy Perry
- Miglior brano musicale: Skyscraper - Demi Lovato

### Moda e bellezza
- Icona femminile del tappeto rosso: Taylor Swift
- Ragazzo più sexy: Justin Bieber
- Ragazza più sexy: Selena Gomez